# 触碰格
觸碰格（英語：Pertingent case）是一種語法格，出現於特林吉特語。觸碰格使用於觸及其他事物的東西，例如漢語「椅子碰到了桌子」或「靠在牆上」。
阿爾奇語中也有觸碰格。